# Грог
Грогът е алкохолно питие, съставено от ром, коняк или водка и гореща вода или чай.

## Произход и история
През XVIII век на моряците от Кралския флот ежедневно дават порция ром. Първоначално грогът е въведен в Кралския военноморски флот на Великобритания на 21 август 1740 от вицеадмирал Едуард Върнън, известен с прякора „Стария грог“, заради навика си при лошо време да се разхожда по палубата с финото си непромокаемо наметало, което било направено от „грограм“ (тъкан от вълна, мохер и коприна). С цел икономии и намаляване на пиянските свади, адмирал Върнън се разпорежда вместо чист ром на моряците да се дава два пъти на ден ром, разреден в съотношение 4 части вода или чай към 1 част алкохол. Пак по негова идея започват да добавят и лимон (заради витамин С в него и предпазването от скорбут). За отмъщение моряците наричат новата напитка „грог“ по прозвището на неособено любимия им адмирал.
Съчетанието от ром с вода, захар и индийско орехче е много популярно в миналото и сред пиратите и търговците.

## Рецепта
Класическата рецепта за грог е: към сварен черен чай се добавя алкохол (ром, а може и водка) и захар. Пие се горещ.
Друга разпространена рецепта за грог е: към чаша горещ чай се добавя чаена лъжичка коняк и супена лъжица ром, но този грог е слабоалкохолен.
В съвременни варианти на питието се добавят понякога лимонов сок, канела или захар за по-добър вкус.

## Обичаи
В скандинавските страни съществува обичай, според който грогът се приготвя от госта в една къща, със съотношение на съставките според неговите предпочитания.